# West Falls Church (Virginie)
West Falls Church est une census-designated place située dans le comté de Fairfax, dans l’État de Virginie, aux États-Unis. Lors du recensement de 2020, elle comptait 30 243 habitants.